# Челленджерс: экстремальные ситуации
«Челленджерс: Экстремальные ситуации» (фр. Extrême limite) — французский молодёжный телесериал о жизни студентов и их учителей в Академии экстремальных видов спорта, расположенной на Лазурном побережье возле мыса Эстерель.

## Показ в России
Премьерный показ в России стартовал 27 июня 1994 года.

## Сюжет
Каждый день ребята изучают экстремальные виды спорта, и не в уютных кабинетах, а на практике на земле, в небесах и на море. Напряженные будни и праздники, взаимовыручка, предательство, любовь.

## В ролях
- Грегори Баке
- Сильви Лоийе
- Патрик Рейналь
- Жюли Дю Паж
- Астрид Вейлон

## Съёмочная группа
- Сценарий: Жан — Марк Оклэр
Кристиан Мушар
Кристоф Пужоль
- Постановка: Бернард Дюбуа
Лоран Леви
Бернард Дюмон
- Оператор: Серж Палаци
- Композитор: Марк Мардер
Серж Ператонер